# Кузоватово (станция)
Кузоватово — промежуточная железнодорожная станция Пензенского региона Куйбышевской железной дороги. Расположена в рабочем посёлке Кузоватово Кузоватовском районе Ульяновской области. Располагается на электрифицированной двухпутной линии Сызрань I — Кустарёвка. Начало эксплуатации — 1898 год .

## История
В 1897 года начинает строиться железная дорога Сызрань — Рузаевка Московско-Казанской железной дороги, в 1898 году провели железную дорогу в конце села Кузоватово, а разъезд был назван по селу «Кузоватово», ныне р.п. Кузоватово . По началу у разъезда жили семьи обслуживающие железнодорожную инфраструктуру, но затем, к 1913 году, при разъезде вырос посёлок, в котором в 20 домах жило 121 человек, на 1924 год в Кузоватовском разъезде в 59 домах жило 259 человек, а к 1930-му — в 105 домах жило 625 человек.

## Деятельность
На станции осуществляются:
- Продажа билетов на все пассажирские поезда. Приём и выдача багажа не производится.
- Приём и выдача грузов, допускаемых к хранению на открытых площадках мест общего пользования станций.
- Приём и выдача грузов повагонными и мелкими отправками, загружаемых целыми вагонами, только на подъездных путях и местах необщего пользования.

## Дальнее следование
Через станцию производятся пассажирские перевозки в Поволжье, Казахстан, на Южный Урал. Ежедневно отправляются пригородные поезда на Рузаевку и Сызрань. По состоянию на июнь 2024 года через станцию курсируют следующие поезда дальнего следования:

### Круглогодичное движение поездов
| № поезда                | Маршрут движения         | № поезда                | Маршрут движения         |
| ----------------------- | ------------------------ | ----------------------- | ------------------------ |
| 5                       | Ташкент — Москва         | 6                       | Москва — Ташкент         |
| 13 "Южный Урал"         | Челябинск — Москва       | 14 "Южный Урал"         | Москва — Челябинск       |
| 17                      | Бишкек — Москва          | 18                      | Москва — Бишкек          |
| 21 "Ульяновск"          | Ульяновск — Москва       | 22 "Ульяновск"          | Москва — Ульяновск       |
| 39 «Башкортостан»       | Уфа — Москва             | 40 «Башкортостан»       | Москва — Уфа             |
| 49 "Двухэтажный состав" | Самара — Москва          | 50 "Двухэтажный состав" | Москва — Самара          |
| 63                      | Димитровград — Москва    | 64                      | Москва — Димитровград    |
| 65                      | Тольятти — Москва        | 66                      | Москва — Тольятти        |
| 115                     | Уфа — Москва             | 116                     | Москва — Уфа             |
| 137                     | Оренбург — Москва        | 138                     | Москва — Оренбург        |
| 149                     | Андижан — Москва         | 150                     | Москва — Андижан         |
| 337                     | Самара — Санкт-Петербург | 338                     | Санкт-Петербург — Самара |
| 347                     | Уфа — Санкт-Петербург    | 348                     | Санкт-Петербург — Уфа    |
| 391                     | Челябинск — Москва       | 392                     | Москва — Челябинск       |

### Сезонное движение поездов
| № поезда | Маршрут движения      | № поезда | Маршрут движения      |
| -------- | --------------------- | -------- | --------------------- |
| 251      | Димитровград — Москва | 252      | Москва — Димитровград |
| 507      | Ижевск — Новороссийск | 508      | Новороссийск — Ижевск |